# Бамутская сосновая роща
Бамутская сосновая роща — памятник природы, расположенный Ачхой-Мартановском районе Чечни в 3 км к югу от села Бамут на правом берегу реки Фортанга. На территории памятника находятся посадки сосны обыкновенной. Средняя высота деревьев 10-15 м, диаметр 20-28 см. Также произрастают осина, боярышник, лещина.
Имеет статус особо охраняемой природной территории республиканского значения.